# ريكس بيرسي
ريكس بيرسي (بالإنجليزية: Rex Percy)‏ هو لاعب دوري الرغبي نيوزيلندي، ولد في 26 يناير 1934 في ثمز ‏ في نيوزيلندا، وتوفي في 2 مايو 2015 في Golden Beach, Queensland ‏ في أستراليا.